# DF-11
DF-11 (còn được gọi là Đông Phong 11, Dong-Feng 11, M-11, CSS-7) là một loại tên lửa đạn đạo tầm ngắn (SRBM) do Trung Quốc phát triển và chế tạo.

## Phát triển
Tập đoàn Vũ trụ Tam Giang Trung Quốc (trước đây gọi là Căn cứ 066) bắt đầu phát triển DF-11 vào năm 1984 dưới tên gọi M-11. Đến năm 1992, nó được đưa vào sử dụng trong Quân đoàn Pháo binh số 2 của quân đội Trung Quốc.
Năm 1993, Pakistan đã bí mật mua loại tên lửa này từ Trung Quốc nhưng phiên bản của Pakistan chỉ có thể mang đầu đạn thông thường chứ không có khả năng mang đầu đạn hạt nhân.

## Thiết kế
DF-11 có tầm bắn 300 km khi mang tải trọng 800 kg và sai số đánh trúng mục tiêu CEP 500–600 m. Phiên bản cải tiến DF-11A tăng tầm bắn lên hơn 825 km, tầm bắn này không vi phạm các giới hạn đặt ra bởi Chế độ Kiểm soát Công nghệ Tên lửa (MTCR). DF-11 sử dụng nhiên liệu rắn giúp giảm đáng kể thời gian chuẩn bị phóng xuống còn 15-30 phút, trong khi những tên lửa sử dụng nhiên liệu lỏng như DF-5 cần tới 2 tiếng để chuẩn bị trước khi phóng. Trung Quốc cũng đã tiết lộ Phiên bản nâng cấp DF-11B. Tổng số lượng DF-11 còn đang hoạt động trong lực lượng quân đội các nước ước tính khoảng 500 đến 600 tên lửa. DF-11AZT là biến thể phá boong ke, trang bị đầu đạn có khả năng xuyên phá sâu, tầm bắn 600 km (370 dặm) và sai số CEP 50–100 m
| [ 13 ] [ 14 ]                  | DF-11                    | DF-11A                                                                      | DF-11AZT          |
| ------------------------------ | ------------------------ | --------------------------------------------------------------------------- | ----------------- |
| Đường kính                     | 0,8 m (2,6 ft)           | 0,8 m (2,6 ft)                                                              | 0,8 m (2,6 ft)    |
| Chiều dài                      | 7,5 m (25 ft)            | 8,5 m (28 ft)                                                               |                   |
| Trọng lượng                    | 3.800 kg (8.400 lb)      | 4.200 kg (9.300 lb)                                                         |                   |
| Tải trọng                      | 800 kg (1.800 lb)        | 500 kg (1.100 lb)                                                           | 800 kg (1.800 lb) |
| Tầm bắn                        | 280–350 km (170–220 dặm) | 530–600 km (330–370 dặm) hoặc 700–825 km (435–513 dặm) (Chưa được xác nhận) | 600 km (370 dặm)  |
| Sai số đánh trúng mục tiêu CEP | 500–600 m                | 200 m (INS) 20–30 m (GPS)                                                   | 50~100 m          |